# Condado de Meagher
O Condado de Meagher é um dos 56 condados do estado norte-americano de Montana. A sede de condado é White Sulphur Springs, que é também a sua maior cidade. O condado tem uma área de 6203 km² (dos quais 8 km² estão cobertos por água), uma população de 1932 habitantes, e uma densidade populacional de 0,31 hab/km² (segundo o censo nacional de 2000). O condado foi fundado em 1867 e recebeu o seu nome é uma homenagem a Thomas Francis Meagher (1823-1867), nacionalista irlandês, general do Exército da União durante a Guerra Civil Americana, e político norte-americano.